# El viaje de Teo (libro)
El viaje de Teo es un libro de la autora francesa Catherine Clément. Narra el viaje alrededor del mundo de este adolescente francés, al que le diagnostican una enfermedad incurable, junto con su tía Marthe que le va presentando por medio de destacados personajes de las mismas, el mundo de las religiones. Para Teo criado por unos padres intelectuales laicistas franceses que le han mantenido en una profunda ignorancia religiosa este viaje supone una profunda revelación al poder ir comprobando de primera mano los principios filosóficos que sustentan las principales religiones del planeta.